# Vachnivka
Vachnivka är en större by och före detta småstad i Ukraina, i det territoriella samhället Turbiv-nejden I Vinnytsia-distriktet I Vinnytsia-regionen. Befolkningen är 1828 personer. Vilshankafloden rinner genom byn Vachnivka by som förr var församlings- och häradscentrum.

## Geografi
I byn rinner Vilsjanka-strömmen in i Vilsjanka- floden, en biflod till Desna från dess vänstra sida sett i dess riktning.

## Historia
År 1578 grundade den polske prinsen Janusz Zbarski, Bratslavs vojvod, staden Vachna. Senare förvandlades namnet till "Vachnivka". Kanske kommer namnet från polska "Wachman" (vaktman). Vachnivka ägdes successivt av följande herremän: Prins Oleksandr Vysjnevetskyj, Prinsarna Vazjskyj, Potjaji, Grevinnan Vorzjetska, General Rozjuald (?) Trzeciecki, Goljanovskyj, Fudakovskyj, Dragomiretskyj Karl och Gromitski.
År 1663 skickade Hetman Dorosjenko, tillsammans med turkiska befälhavare, en enorm armé för att storma Tjigyrin. Bland de mest aktiva försvararna av Ukrainas självständighet var invånarna i Vachniv. Dorosjenko beordrade att byäldsten i Vachniv skulle fjättras och utsättas för grym tortyr.
Från och med 1885 bodde 1849 människor i den tidigare proprietära (ägd av adelsman) staden som var centrum av Vachniv Volost, Berdytjivs härad, Kiev-guvernementet. Där fanns 222 gårdar, en ortodox kyrka, en katolsk kyrka, en synagoga, 2 judiska bönehus, en skola, ett postkontor, 4 gästgiverier, ett värdshus, 20 butiksstånd, vatten- och väderkvarnar, marknad hölls på söndagar varannan vecka. En verst bort fanns ett bryggeri.
Enligt folkräkningen år 1897 hade befolkningen ökat till 5 371 personer (2 623 män och 2 748 kvinnor), varav 2 724 var ortodoxa och 2 404 judiska..
Från och med 1920 var befolkningen i Vachnivka 7 420 personer. Som ett resultat av den avsiktliga svältkrisen Holodomor 1932-33 förlorade byn upp till tre tusen invånare.
I början av 1900-talet hade Vachnivka 1 ortodox kyrka, 1 polsk kyrka, 1 synagoga och 2 judiska bönehus. Det fanns också 1 ukrainsk skola (församlingsskola), 1 polsk (privat) och 2 judiska skolor (en av dem i två våningar).
Jasenky, Brytske, Sjenderivka, Konjusjivka, Stari Mosty, Bila och Kostiantynivka var del av Vachniv Volost.

### Under Förintelsen
Vachnivkas judiska befolkning som före kriget uppgick till omkring 800 personer utrotades 1942. Arkubuseringen tog plats utanför byn, i skogen. Här dödades minst 400 judar på en dag våren 1942.
En annan massgrav med cirka 40 offer ligger i utkanten av Vachnivka på den nya judiska kyrkogården, där man fortfarande kan se några gamla gravstenar. En del av graven hade avgränsats med ett rött metallstängsel, men i övrigt fanns ingen information tillgänglig.
Under 2019 restes och invigdes nya minnesmärken invid platserna för massgravarna med Förintelsens offer - i skogen och på den nya judiska kyrkogården - av föreningen "Bevara Minnet".

## Befolkning
Enligt folkräkningen 1989 i ukrainska SSR uppgick befolkningen i byn 2 036 personer, varav 918 var män och 1 118 var kvinnor. 
Enligt folkräkningen i Ukraina 2001 bodde 1 826 människor i byn. 

### Språk
Fördelning av befolkningen efter modersmål enligt 2001 års folkräkning: 
| Språk     | Andel   |
| --------- | ------- |
| ukrainska | 99,29 % |
| ryska     | 0,66 %  |

## Museum

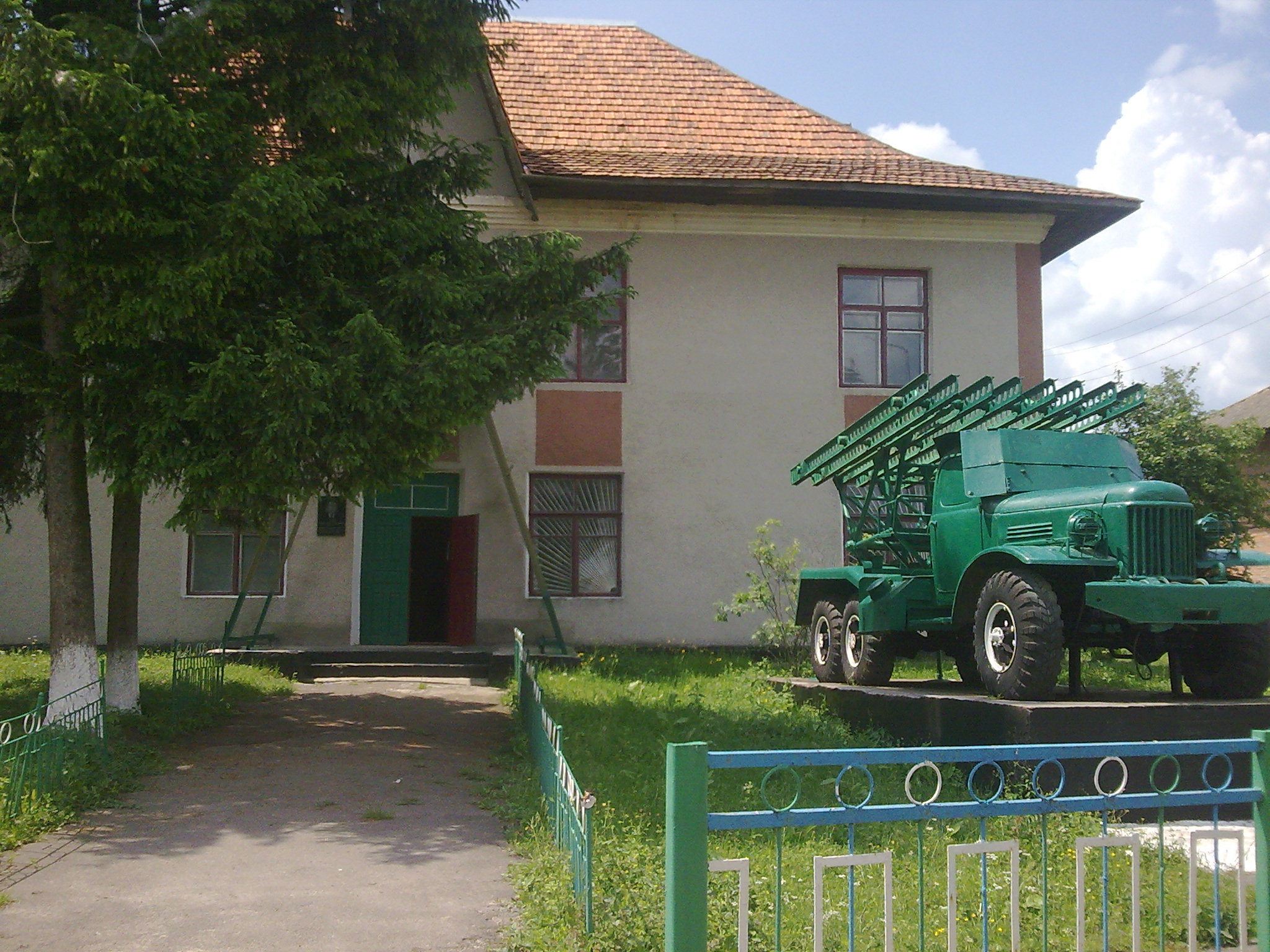
Lokalhistoriska museet i Vachnivka

Byn Vachnivkas lokalhistoriska museeum skapades 1981 genom beslutet och på bekostnad av den lokala kollektivgården "Rosija". Museets samlingar innehåller cirka 1 000 föremål.

## Kända personer
- Stepan Volodymyrovytj Magdytj är en ukrainsk sovjetisk maskinförare som förärades titeln Socialistiska arbetets hjälte.